# Slag bij Manassas Station
De Slag bij Manassas Station vond plaats tussen 25 en 27 augustus 1862 in Prince William County tijdens de Amerikaanse Burgeroorlog. De slag maakte deel uit van de veldtocht in Noord-Virginia en staat ook bekend als de Manassas Station Operations.
In de avond van 26 augustus viel de Zuidelijke generaal Thomas Jackson de Orange & Alexandria-spoorlijn aan nadat hij via Thoroughfare Gap rond de rechterflank van generaal-majoor John Pope heen was getrokken. Voor het aanbreken van de dag op 27 augustus had hij eveneens de grote opslagplaats bij Manassas Junction veroverd en vernietigd. Deze verrassingsaanval via zijn rechterflank en ver in de achterhoede van zijn leger dwong Pope ertoe om zich terug te trekken naar defensieve stellingen bij de Rappahannockrivier.
Op 27 augustus joeg Jackson bij Union Mills (Bull Run Bridge) een Noordelijke brigade op de vlucht waarbij er honderden slachtoffers vielen. De Noordelijke generaal-majoor George W. Taylor werd dodelijk gewond afgevoerd. De Zuidelijke generaal-majoor Richard S. Ewell vocht een kort achterhoedegevecht uit met Joseph Hookers divisie bij Kettle Run. Hierbij vielen ongeveer 600 slachtoffers. Ewell hield de Noordelijken van zich af tot het vallen van de avond. Daarna trok Ewell zich terug. Diezelfde nacht marcheerde Jackson zijn divisies naar stellingen ten noorden van Bull Run (en ten noorden van de site van de Eerste Slag bij Bull Run). Daar stelde hij zijn eenheden op langs een onafgewerkte spoorweg.